# Subcultura do couro

A bandeira do orgulho leather, símbolo da subcultura do couro, que foi criada por Tony DeBlase em 1989.

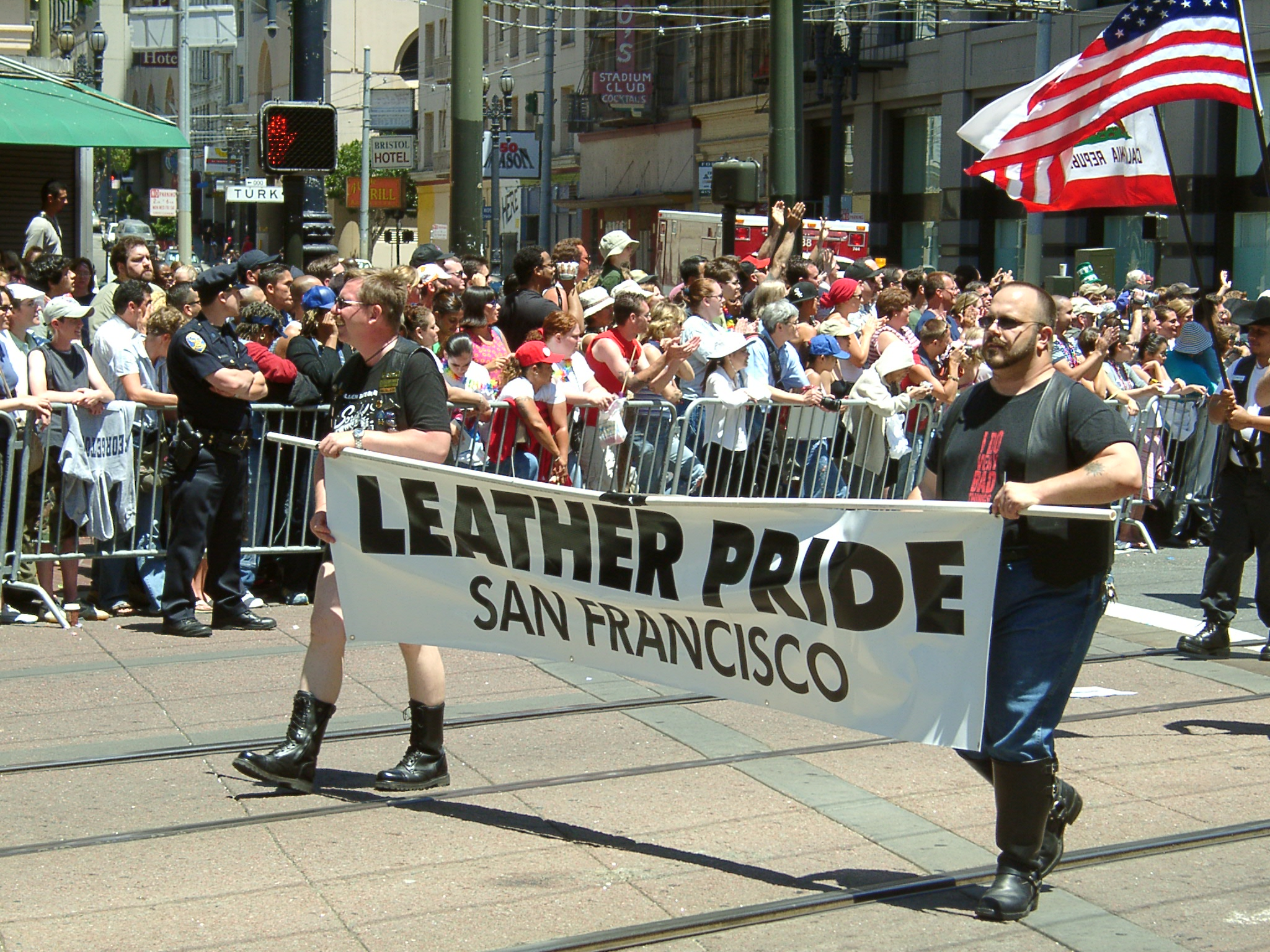
Cabeça do desfile Leather na parada gay pride de 2004 em São Francisco.

A subcultura do couro (também chamada de subcultura leather) denota práticas e estilos de vestuário organizados em torno de atividades que envolvem roupas de couro, como jaquetas de couro, coletes, botas, calças, entre outros itens. Vestir roupas de couro é uma das maneiras pelas quais os participantes desta cultura se distinguem das principais culturas sexuais.
Muitas pessoas associam a cultura do couro às práticas de BDSM e suas subculturas. Mas para outros, usar roupas de couro é uma moda erótica que expressa valores elevados de masculinidade ou de poder sexual, amor por motocicletas e clubes de motociclismo, ou envolvimento com fantasias sexuais e fetichismo por couro.
Apesar da subcultura leather ter se originado e possuir maior predominância entre os homens da comunidade gay, ela pode abranger pessoas de todos os gêneros e orientações sexuais.